# بزرگراه ۷۲ آسیا
بزرگراه ۷۲ آسیا که به صورت علامت اختصاری AH-72 نشان داده می‌شود، بزرگراهی است به طول ۱۱۷۲ کیلومتر که درون ایران، از تهران آغاز و در بوشهر پایان می‌یابد. مسیر آن از جاده‌های زیر است :

## ایران
- آزادراه ۷: تهران - قم - مورچه خورت
- جاده ۶۵: مورچه خورت - اصفهان - شیراز
- جاده ۸۶: شیراز - چنارشاهیجان (قائمیه)
- جاده ۵۵: چنارشاهیجان (قائمیه) - بوشهر